# آيت ويدير (بوتفردة)
آيت ويدير هي إحدى مشيخات المملكة المغربية، تتبع جغرافيا لإقليم بني ملال وإداريًا لبوتفردة. يقدر عدد سكانها بـ 2120 نسمة حسب الإحصاء الرسمي للسكان والسكنى لسنة 2004.